# Виды доброты
«Ви́ды доброты́» (англ. Kinds of Kindness) — абсурдистский киноальманах в жанре чёрной комедии режиссёра Йоргоса Лантимоса, написавшего сценарий совместно с Эфтимисом Филиппу. Главные роли в фильме сыграли Эмма Стоун, Джесси Племонс, Уиллем Дефо, Маргарет Куолли, Хонг Чау, Джо Элвин, Мамуду Ати и Хантер Шефер.
Премьера состоялась 17 мая 2024 года на 77-м Каннском кинофестивале, где Племонс получил награду за лучшую мужскую роль. В июне того же года картина вышла в прокат. Она получила в целом положительные отзывы кинокритиков и собрала 16 миллионов долларов по всему миру.

## Сюжет
Дистрибьютор фильма, компания Searchlight Pictures, охарактеризовала его как «сказку-триптих». Картина состоит из трёх слабо связанных друг с другом новелл. Первая, «Смерть Р.М.Ф.» (англ. The Death of R.M.F), рассказывает о человеке, вырвавшемся из-под власти своего начальника и пытающемся взять под контроль свою жизнь. Вторая, «Р.М.Ф. летает» (англ. R.M.F. is Flying), рассказывает о мужчине, подозревающем, что его пропавшая и внезапно вернувшаяся супруга на самом деле самозванка. Третья история, «Р.М.Ф. ест бутерброд» (англ. R.M.F. Eats a Sandwich), посвящена женщине, полной решимости найти особенного человека, которому суждено стать лидером религиозного культа.

## В ролях
- Эмма Стоун — Рита / Лиз / Эмили[11]
- Джесси Племонс — Роберт / Дэниел / Эндрю[11]
- Уиллем Дефо — Рэймонд / Джордж / Оми[11]
- Маргарет Куолли — Вивиан / Марта / сёстры-близнецы Рут и Ребекка[11]
- Хонг Чау — Сара / Шэрон / Ака[11]
- Джо Элвин — оценщик коллекционных предметов / Джерри / Джозеф[11]
- Мамуду Ати — Уилл / Нил / работник морга[11]
- Хантер Шефер — Анна (новелла «Р.М.Ф. ест бутерброд»)[11]
- Йоргос Стефанакос — Р.М.Ф.[12]
- Мера Бенуа — дочь Эмили (новелла «Р.М.Ф. ест бутерброд»)[13]

## Производство и релиз
О начале работы над проектом стало известно в сентябре 2022 года. Йоргос Лантимос и Эфтимис Филиппу написали сценарий фильма под названием «И» (англ. And), причём Лантимос стал ещё и режиссёром. Производством занялись студии Element Pictures и Film4, дистрибуцией — компания Searchlight Pictures. Главные роли получили Эмма Стоун, Джесси Племонс, Уиллем Дефо и Маргарет Куолли. В октябре 2022 года к актёрскому коллективу присоединились Хонг Чау, Джо Элвин и Мамуду Ати. В феврале 2023 года выяснилось, что Хантер Шефер снялась в фильме в «небольшом камео».
Съёмки проходили с 24 октября по 16 декабря 2022 года в Новом Орлеане. Разные новеллы снимались параллельно, работа над каждой из них заняла три недели. В декабре 2023 года фильм получил новое название — «Виды доброты» (англ. Kinds of Kindness).
Премьера состоялась 17 мая 2024 года на 77-м Каннском кинофестивале. 21 июня Searchlight Pictures выпустила фильм в прокат в США, 28 июня начался релиз в Великобритании. На родине режиссёра, в Греции, картина вышла 30 мая 2024 года.

## Оценки
На сайте-агрегаторе отзывов Rotten Tomatoes «Виды доброты» получили рейтинг 72 % при средней оценке 6,2/10. На Metacritic они были оценены на 71 балл из 100, что означает «в основном положительные отзывы». Брайан Таллерико (RogerEbert.com) и Ник Роджерс (Midwest Film Journal) высоко оценили игру актёров. Телеканал NPR включил «Виды доброты» в свой список лучших фильмов и сериалов 2024 года.
По мнению Дарьи Тарасовой («Искусство кино»), «Виды доброты» нельзя назвать творческим прорывом, «но ценен он как раз тем, что оживляет знакомые стилистические приемы, по которым Лантимос опознавался до выхода предыдущего опуса». Тамара Ходова («Форбс») тоже отметила, что режиссёр в этом фильме вернулся к стилистике ранних работ. При этом картина получилась «более злой, экспериментальной и издевательской», чем «Бедные-несчастные».
Награды и номинации
| Премия                                           | Дата вручения    | Категория                                   | Номинант (-ы)   | Результат | Ист.          |
| ------------------------------------------------ | ---------------- | ------------------------------------------- | --------------- | --------- | ------------- |
| Каннский кинофестиваль                           | 25 мая 2024      | «Золотая пальмовая ветвь»                   | Йоргос Лантимос | Номинация | [ 34 ] [ 35 ] |
| Каннский кинофестиваль                           | 25 мая 2024      | «Приз лучшему актёру»                       | Джесси Племонс  | Победа    | [ 34 ] [ 35 ] |
| Международный кинофестиваль в Сиднее             | 16 июня 2024     | «Лучший фильм»                              | «Виды доброты»  | Номинация | [ 36 ]        |
| Международный кинофестиваль CineFest в Мишкольце | 14 сентября 2024 | Премия Эмерика Прессбургера                 | «Виды доброты»  | Номинация | [ 37 ]        |
| Общество кинокритиков Флориды                    | 20 декабря 2024  | «Лучшая мужская роль второго плана»         | Уиллем Дефо     | Номинация | [ 38 ]        |
| «Золотой глобус»                                 | 5 января 2025    | «Лучшая мужская роль в комедии или мюзикле» | Джесси Племонс  | Номинация | [ 39 ] [ 40 ] |